# سیارک ۲۴۶۳
سیارک ۲۴۶۳ (به انگلیسی: 2463 Sterpin، نامگذاری:1934FF) دو هزار و چهارصد و شصت و سومین سیارک کشف شده‌است که در ۱۰ مارس ۱۹۳۴ کشف شد.
قدر مطلق سیارک برابر ۱۱٫۸۰ است.